# بولين كروغر هاميلتون
بولين كروغر هاميلتون (بالإنجليزية: Pauline Kruger Hamilton)‏ هي مصورة أمريكية، ولدت في 1870 في ميدلتون في الولايات المتحدة، وتوفيت في 1919 في نيويورك في الولايات المتحدة.